# Tripospora macrospora
Tripospora macrospora är en svampart som beskrevs av Fitzp. 1942. Tripospora macrospora ingår i släktet Tripospora och familjen Coryneliaceae.   Inga underarter finns listade i Catalogue of Life.